# Poliénas
Poliénas är en kommun i departementet Isère i regionen Auvergne-Rhône-Alpes i sydöstra Frankrike. Kommunen ligger i kantonen Tullins som tillhör arrondissementet Grenoble. År 2022 hade Poliénas 1 114 invånare.

## Befolkningsutveckling
Antalet invånare i kommunen Poliénas
Referens:INSEE